# Cailey Fleming
Cailey Presley Fleming, född 28 mars 2007 är en amerikansk skådespelerska. Hon är känd för sin roll som Judith Grimes i TV-serien The Walking Dead (2018–nu).
Fleming började framställa Judith Grimes i The Walking Dead under säsong nio.

## Filmografi

### Film
| År   | Titel                            | Roll        | Anteckningar |
| ---- | -------------------------------- | ----------- | ------------ |
| 2015 | Star Wars: The Force Awakens     | Unga Rey    |              |
| 2016 | The Book of Love                 | Unga Millie |              |
| 2017 | Armed Response                   | Danielle    |              |
| 2018 | Peppermint                       | Carly North |              |
| 2019 | Star Wars: The Rise of Skywalker | Unga Rey    | Arkivfilmer  |

### Tv
| År      | Titel            | Roll          | Anteckningar               |
| ------- | ---------------- | ------------- | -------------------------- |
| 2017    | Better Things    | Sorrow        | 4 avsnitt                  |
| 2018–nu | The Walking Dead | Judith Grimes | 23 avsnitt                 |
| 2021    | Loki             | Unga Sylvie   | Avsnitt: "The Nexus Event" |